# День короля

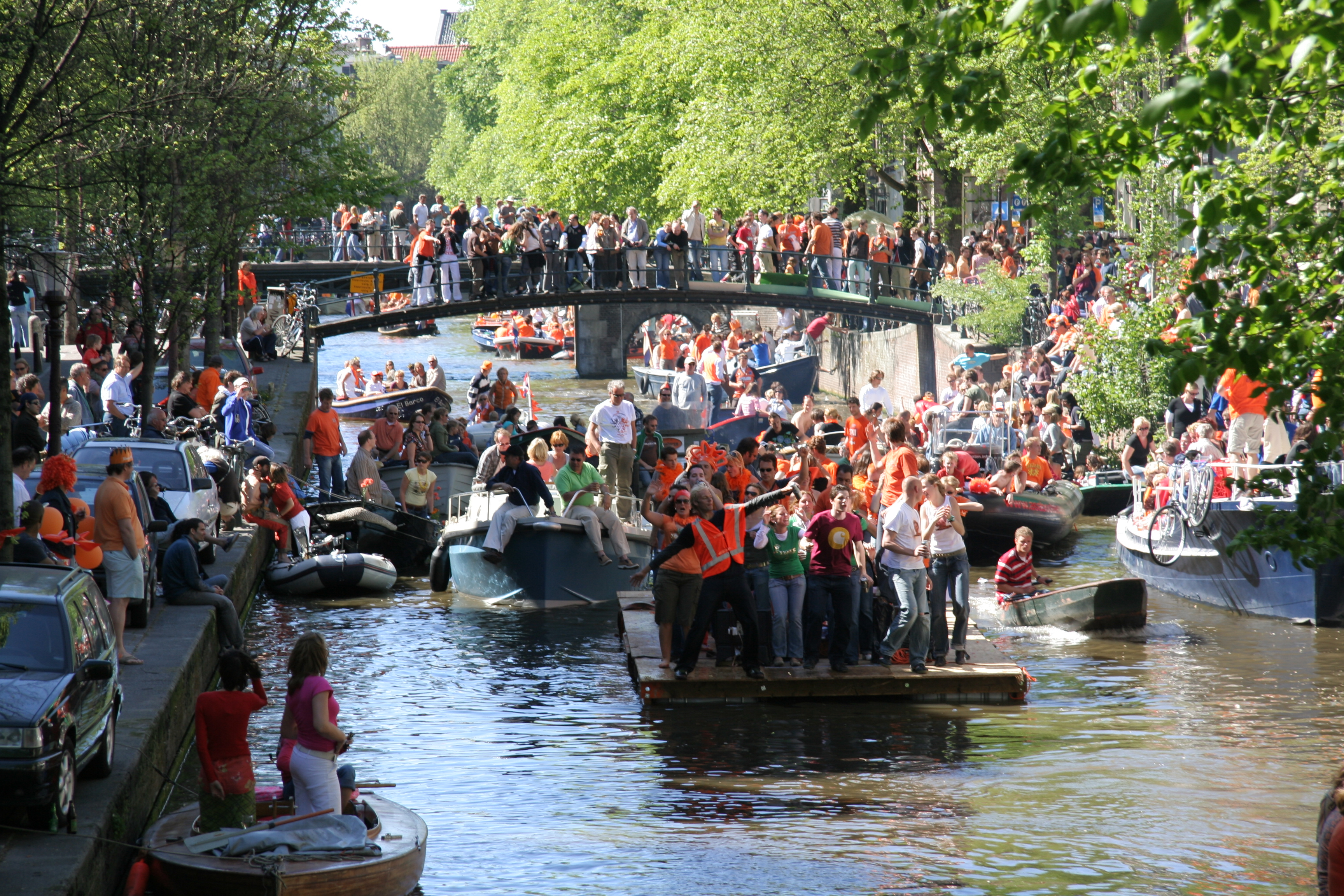
Люди, одетые в оранжевое, на Дне королевы. 2007

День короля (нидерл. Koningsdagо файле) или День королевы (нидерл. Koninginnedagо файле) — национальный праздник, который отмечают в Нидерландах, на Арубе, Кюрасао и Синт-Мартене. С 2014 года празднуется 27 апреля (если приходится на воскресенье, празднуется 26 апреля), до этого праздновался 31 августа и 30 апреля. В 2014 и 2025 годах День Короля отмечался 26 апреля, так как 27-е выпало на воскресенье. 
Праздник, связанный с днём рождения монарха, рассматривается также как день национального единства и солидарности (нидерл. saamhorigheid). Нидерландцы надевают в этот день одежду оранжевого цвета, который является фамильным для Оранской династии. Праздник известен благодаря «свободным базарам» (vrijmarkt) по всей стране, где любой человек может выйти на улицу и свободно продавать свои товары; во многих городах устраиваются концерты с самой разной музыкой (от тяжелого рока до рейва), повсюду можно встретить уличных музыкантов и людей, демонстрирующих те или иные необычные способности. В некоторых городах, в частности в Гааге, отмечают и ночь накануне праздника, так называемую Королевскую ночь Koningsnacht.

## История

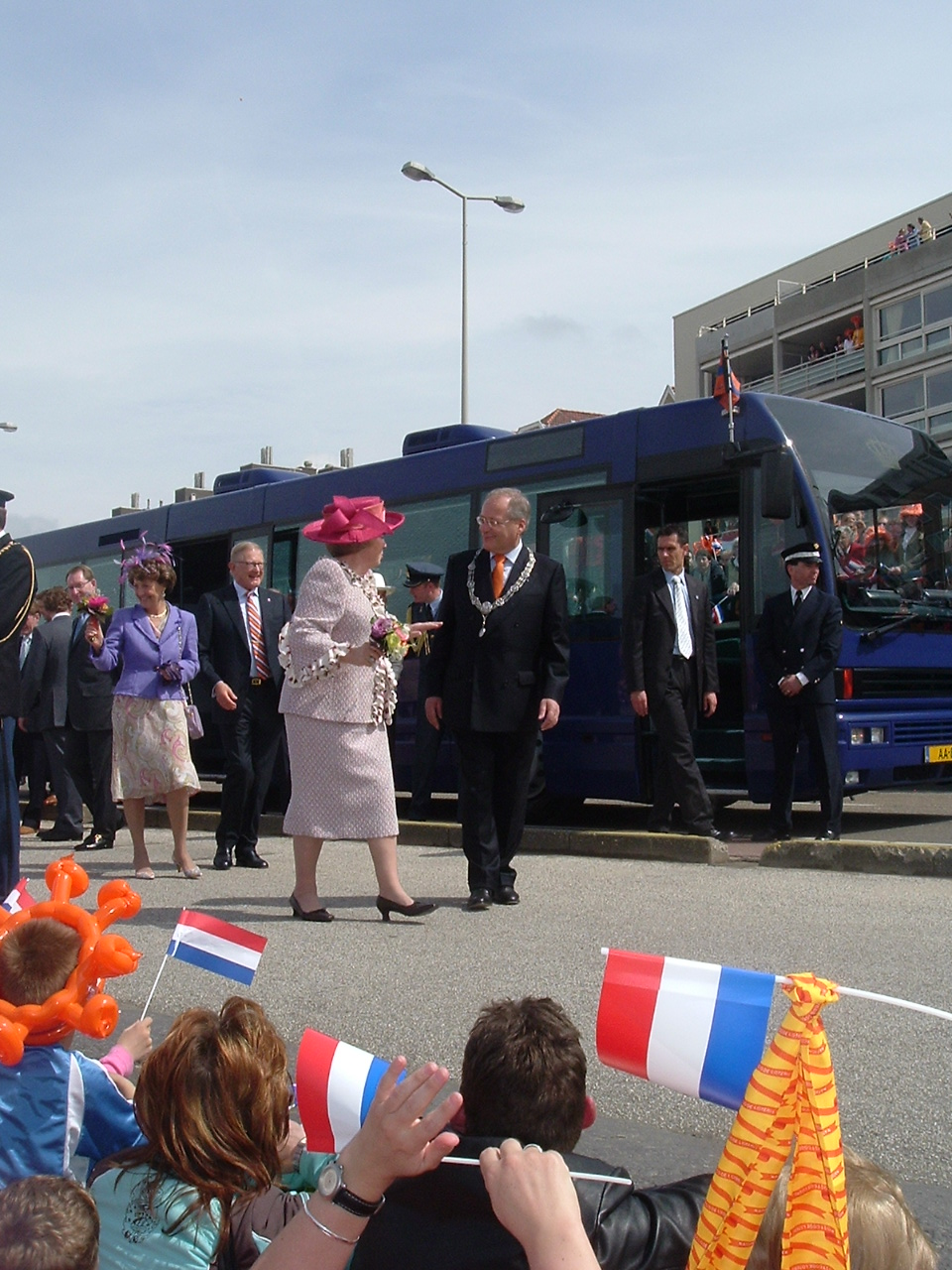
Королева Беатрикс с мэром Гааги на праздновании Дня королевы. 2005

Традиция берёт своё начало в 1885 году, когда Либеральная партия решила назначить день народного единства. 31 августа был отпразднован День принцессы (нидерл. Prinsessedag) — день рождения принцессы Вильгельмины. Соответственно, когда принцесса стала королевой, праздник был переименован в День королевы. В отличие от последующих правителей, Вильгельмина практически никогда не присутствовала на торжествах.
Когда в 1948 году на трон взошла королева Юлиана, праздничная дата сместилась на 30 апреля, так как это был её день рождения. Поздравления она принимала во дворце Сустдейк, куда жители по очереди подходили и дарили цветы и подарки. Дочь Юлианы королева Беатрикс решила не менять дату 30 апреля в память о своей матери, а также потому, что её собственный день рождения (31 января) менее удобен для проведения праздника. Она в этот день проезжала в золотой карете по улицам одного или двух городов, и собравшиеся подданные её приветствовали. Постепенно установилась традиция в этот праздничный день проводить многочисленные концерты и другие массовые мероприятия на свежем воздухе.
В 2013 году именно в День королевы Беатрикс отреклась от престола в пользу своего сына Виллема-Александра, родившегося 27 апреля, в связи с чем праздник был переименован в День короля, а его официальная дата сдвинулась на три дня.

## Происшествия
Во время празднования в Апельдорне дня королевы 30 апреля 2009 года 38-летний безработный Карст Татес направил свой автомобиль Suzuki Swift в толпу народа, раздавив 8 человек насмерть и ранив 10. Сам он погиб от полученных ранений. Предполагается, что его мишенью была сама королева. Это первое нападение на королевское семейство Нидерландов в новейшей истории.